# Annyeong, hyeong-a
Annyeong, hyeong-a (안녕, 형아?), noto anche con i titoli internazionale Hello, Brother e Little Brother, è un film del 2005 diretto da Lim Tai-hyung e basato su una storia vera.

## Trama
Han-yi si ritrova a dover stare vicino al piccolo fratello Han-byeol, malato di cancro.